# Fernando Sabsay
Fernando Leónidas Sabsay (Buenos Aires, 21 de agosto de 1919 - 25 de abril de 2007) fue un reconocido docente e historiador argentino.

## Biografía
Ejerció la docencia en todos los niveles de enseñanza y tuvo una singular identificación con la Universidad de Buenos Aires.
Integró el grupo fundador de Eudeba, que presidió entre 1985 y 1990. Trabajó en distintas editoriales.
Fue director de Crítica durante la última etapa del diario, y en 1952 fundó la editorial Losange, en la que impulsó la publicación de autores teatrales clásicos y de renombre mundial.
En reconocimiento a su formación e inquietudes culturales, el gobierno de Francia lo distinguió con la Orden del Caballero al Mérito y la Legión de Honor, entre otras distinciones.
Fue vicepresidente del Consejo Argentino de Estudios de Ciencias Económicas, Jurídicas y Sociales; director económico financiero de la editorial La Ley; profesor honorario de la Universidad de Belgrano, [cita requerida] y coordinador del Consejo Académico de la Escuela de Defensa Nacional, donde promovió la realización de jornadas de debate de ideas y líneas de pensamiento presentes en la sociedad.[cita requerida]